# Global Payments
Global Payments est une entreprise de services de paiement américaine.

## Histoire
En décembre 2015, Global Payments annonce l'acquisition de Heartland Payment Systems pour 4,3 milliards de dollars,.
En mai 2019, Global Payments annonce l'acquisition de Total System Services pour 21,5 milliards de dollars.

## Activités
Cartes de crédit, cartes de débit, cartes de paiement en ligne, cartes prépayées.

## Principaux actionnaires
Au 21 avril 2020.
| T. Rowe Price Associates           | 12,6% |
| The Vanguard Group                 | 7,82% |
| Fidelity Management & Research     | 4,35% |
| SSgA Funds Managemen               | 3,92% |
| Wellington Management              | 3,17% |
| Massachusetts Financial Services   | 2,92% |
| BlackRock Fund Advisors            | 2,43% |
| Capital Research & Management -II- | 1,97% |
| Janus Capital Management           | 1,64% |
| Geode Capital Management           | 1,55% |